# مارلین هورن
مارلین هورن (انگلیسی: Marilyn Horne؛ زادهٔ ۱۶ ژانویهٔ ۱۹۳۴) یک خواننده برجستهٔ اپرا و هنرپیشه اهل ایالات متحده آمریکا است.
صدای او متزو سوپرانو و تخصصش، ایفای نقش‌هایی است که نیازمند بازهٔ گستردهٔ صدا، نَفَس طولانی، تُنالیته زیبا و توانایی در اجرای قطعات موسیقی و نقش‌های پیچیده و اصلی است.
او در سال ۱۹۹۲ میلادی برندهٔ «مدال ملی هنر» و در سال ۱۹۹۵ میلادی برندهٔ «جایزه مرکز کندی» شد. وی همچنین، ۴ مرتبه، برندهٔ «جایزهٔ گرمی» شده است.
از نقش‌های برجسته و مشهور وی، ایفای نقش «ماری» در اپرای «وُزِک» اثر «آلبان برگ» در مراسم افتتاح سالن اپرای جدید شهر گلزنکیرشن در سال ۱۹۶۰ میلادی بود که بعدها در آمریکا و در سالن اپرای سان فرانسیسکو هم همین نقش را اجرا کرد.
از فیلم‌ها یا برنامه‌های تلویزیونی که وی در آن نقش داشته است می‌توان به کارمن جونز اشاره کرد.